# Жыве Беларусь!
«Жыве́ Белару́сь!» (с бел. — «Да здравствует Беларусь!») — патриотический лозунг-девиз, направленный на пробуждение национально-гражданских чувств, консолидацию народа Беларуси  на защиту свободы, независимости своей страны, родного языка, всей национальной культуры.

## История
Берёт истоки от пароля нелегальной виленской революционной организации: «— Кого любишь? — Люблю Беларусь. — Это взаимно» (бел. «– Каго любіш? – Люблю Беларусь. — То ўзаемна»). Окончательную идейно-художественную завершённость он приобрёл в стихотворении Янки Купалы «Гэта крык, што жыве Беларусь» (1905—1907), варьировал и был закреплён в поэтических и публицистических произведениях многих других писателей, деятелей белорусского национального движения.
В редакционной заметке «Нашей нивы» (1911, № 9—10) отмечалось:

Растёт белорусское национальное движение, просыпаются к новой, собственной жизни забытые всеми нищие белорусские деревни; просыпаются и начинают узнавать своё национальное имя наши местечки и города. Пробуждается огромный кривичский простор родных полей, лугов и лесов, и в песнях народных поэтов грянет, что «жыве Беларусь!».
Оригинальный текст (бел.)Расьце беларускі нацыянальны рух, будзяцца да новага, уласнага жыцьця забытыя ўсімі ўбогія беларускія вёскі; будзяцца і пачынаюць пазнаваць свае нацыянальнае імя нашы мястэчкі і месты. Будзіцца аграмадны крывіцкі абшар родных гоняў, лугоў і лясоў, і ў песьнях народных песьняроў грымне, што «жыве Беларусь!».

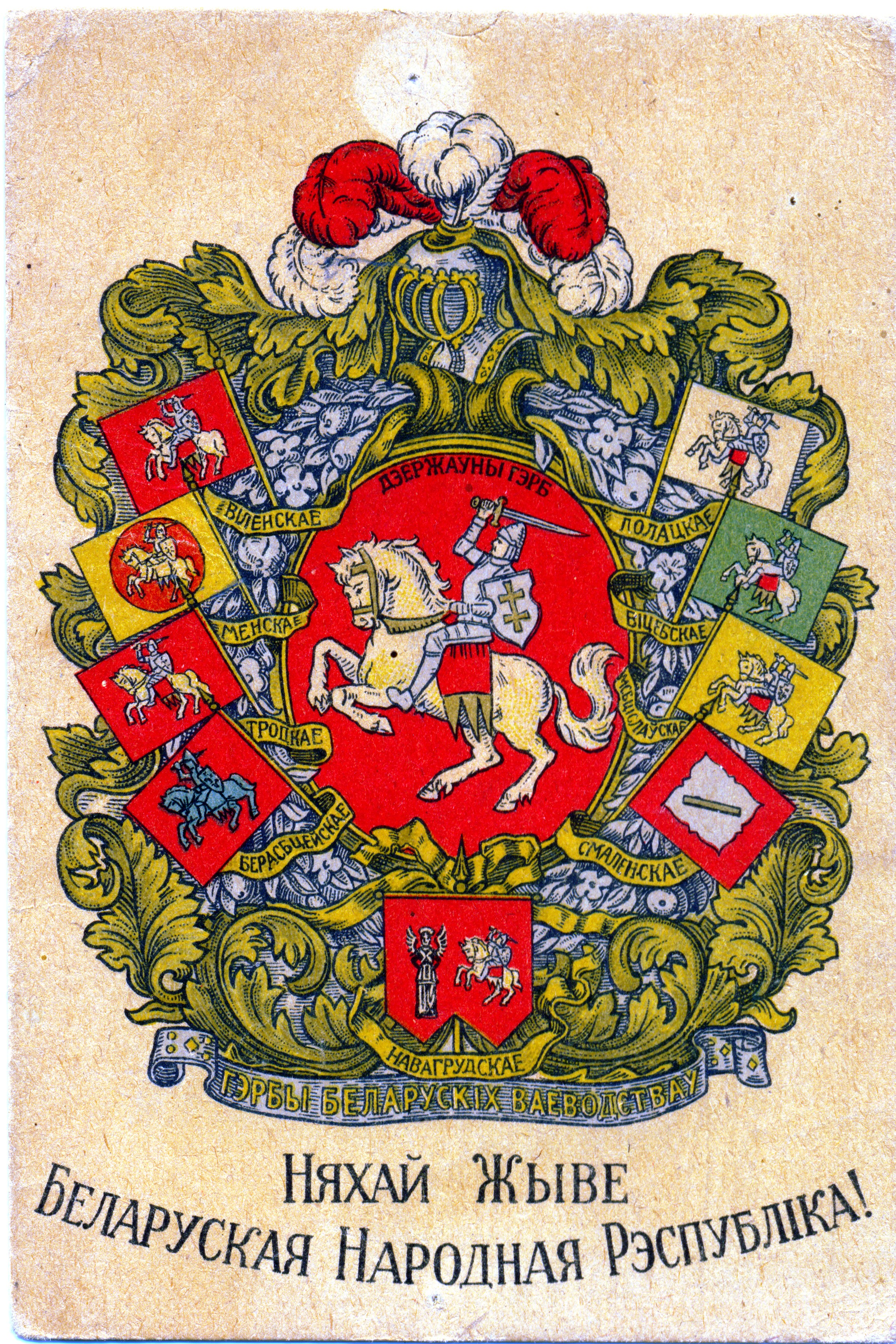
Открытка «Няхай жыве Беларуская Народная Рэспубліка. Гербы Беларускіх ваяводзтваў»

Этот же лозунг-девиз в модифицированном, развёрнутом виде — «Няхай жыве вольная Беларусь!» (с бел. — «Да здравствует свободная Белоруссия!») — прозвучал на Всебелорусском съезде 1917 года, приобрёл распространения в общественно-политической жизни Белорусской Народной Республики, потом, в советизированной форме, в БССР («Няхай жыве Савецкая Беларусь!» (с бел. — «Да здравствует Советская Белоруссия!») и др.).
Именно «Жыве Беларусь!» впервые прозвучало как политический национальный призыв в 1918 году, девиз применялся в эмигрантской среде на собраниях белорусских студентов в Праге в 1920-х годах, позже на общественных собраниях в Париже, Вильнюсе.
Встречается в одной из военных песен витебских партизан. Автор текста Пимен Панченко:
 «На прускага ката

За вёску і хату!» — 

Кліч помсты народнай заве.

Ідуць у атаку лясныя салдаты,

Грукочуць гранаты,

Грымяць аўтаматы:

— Жыве Беларусь!

Жыве!
После Второй мировой войны данный лозунг стал заметным, неотъемлемым элементом политической и духовной жизни белорусской эмиграции. Под названием «Жыве Беларусь» выходили журнал, а позже так называлась периодика Белорусского освободительного движения (1957—1962, Англия — США), бюллетень БЦР (1976—1986, Германия — США). Способствовала распространению «Жыве Беларусь!» в Западной Европе деятельность театральной белорусской труппы с тем же названием. Эта труппа гастролировала по Германии в 1944—1948 годах и сотни раз выступала как для белорусов, так и для небелорусов. Призыв «Жыве Беларусь!» стал стандартным для белорусских скаутов при обязательном официальном скаутском зове «Напагатове!» (с бел. — «Всегда готов!»). Организациями молодёжи, студенческими и общественными организациями были выпущены десятки жетонов, плакатов, листовок с надписями «Жыве Беларусь». Организация белорусско-американской молодёжи поместила на летние майки надпись «Жыве Беларусь».

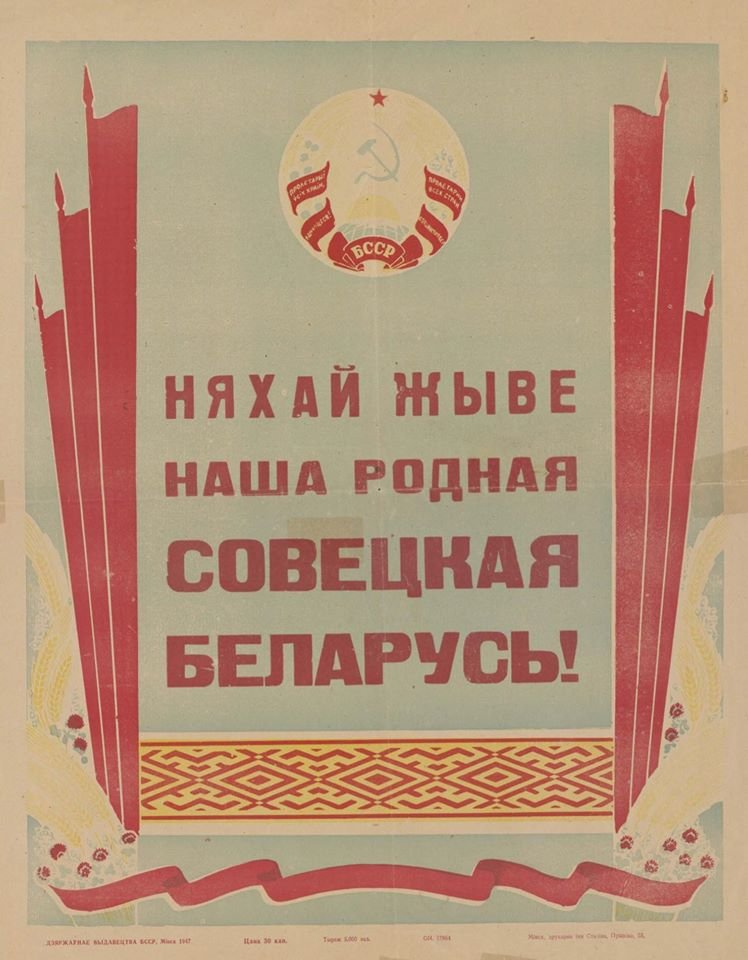
Плакат государственного издания БССР, 1947 год

В послевоенной Беларуси лозунг «Жыве Беларусь» продолжал официально использоваться в советизированной форме «Няхай жыве Савецкая Беларусь!» (с бел. — «Да здравствует Советская Белоруссия!»), чему свидетельствуют плакаты государственного издания БССР (1947 год), художников Николая Гутиева (1948 год), Ефима Тараса (1949 год), Петра Калинина (1958 год), Владимира Васюка (1988 год, с обозначением «трудовая» вместо «Советская») и Ивана Уладычика (1989 год). Неофициально лозунг использовался советским историком и писателем Николаем Ермоловичем, одно из его стихотворений так и называется — «Жыве Беларусь». С началом демократизации в СССР восстановление и общественная легитимность этого лозунга были обусловлены развитием движения Белорусского народного фронта «Возрождение» и других общественных организаций.
Лозунг существует одновременно в двух противоположных значениях. С одной стороны лозунг какое-то время использовался в официозе (например, под девизом «Жыве Беларусь!» до 2020 года издавалась «Народная газета» — официальное печатное издание парламента Беларуси), а с другой — в какой-то момент стал символом оппозиции в Беларуси. Де-факто лозунг стал рассматриваться как запрещëнный: за него арестовывали, судили, сажали в тюрьму людей, записывая в протоколах: «Выкрикивал антигосударственный лозунг „Жыве Беларусь!“».
10 ноября 2022 года МВД страны признало «нацистской символикой» восклицание «Жыве Беларусь» и отзыв «Жыве», сопровождаемое «поднятием правой руки с распрямленной ладонью»; в постановлении не уточнялось, будет ли считаться «нацистской атрибутикой» лозунг без сопровождения жеста или в виде надписи на плакате.
В 2021 году на фоне волнений о признании фразы экстремистским был располяризован альтернативный лозунг «Пахне чабор!».
Во время вторжения России на Украину 25 марта 2022 года, в День Воли, белорусские добровольцы батальона имени Кастуся Калиновского принесли присягу, текст которой заканчивался словами «Жыве Беларусь!».
В июле 2024 года на музей «Эрарта» в Санкт-Петербурге был составлен протокол о
публичной демонстрации нацистской символики из-за надписи «Жыве Беларусь!», размещëнной под одной из картин. Согласно материалам рассматриваемого дела об административном нарушении, эксперты указали на то, что данный лозунг являлся символом 13 Белорусского полицейского батальона при СД и 30 гренадерской (пехотной дивизии) Ваффен-СС, наравне с нацистским партийным приветствием.

### Комментарии
1. ↑  Выступление А. Балицкого в Киевском университете, что А. Балицкому ставил в вину C. Вольфсон — «Наука на службе соцдемовской контрреволюции», 1931, С. 45.
2. ↑  За основу был взят перевод на белорусский язык стихотворения Алексея Суркова